# ابرسرودا
ابرسرودا (به آلمانی: Ebersroda) یک روستا و شهرداری پیشین ناحیه کرتسشاو در ایالت زاکسن-آنهالت آلمان واقع شده‌است واز ۱ ژوئیه ۲۰۰۹ بخشی از شهرداری گلاینا می‌باشد. ابرسرودا ۱۸۳ نفر جمعیت دارد.

## نگارخانه

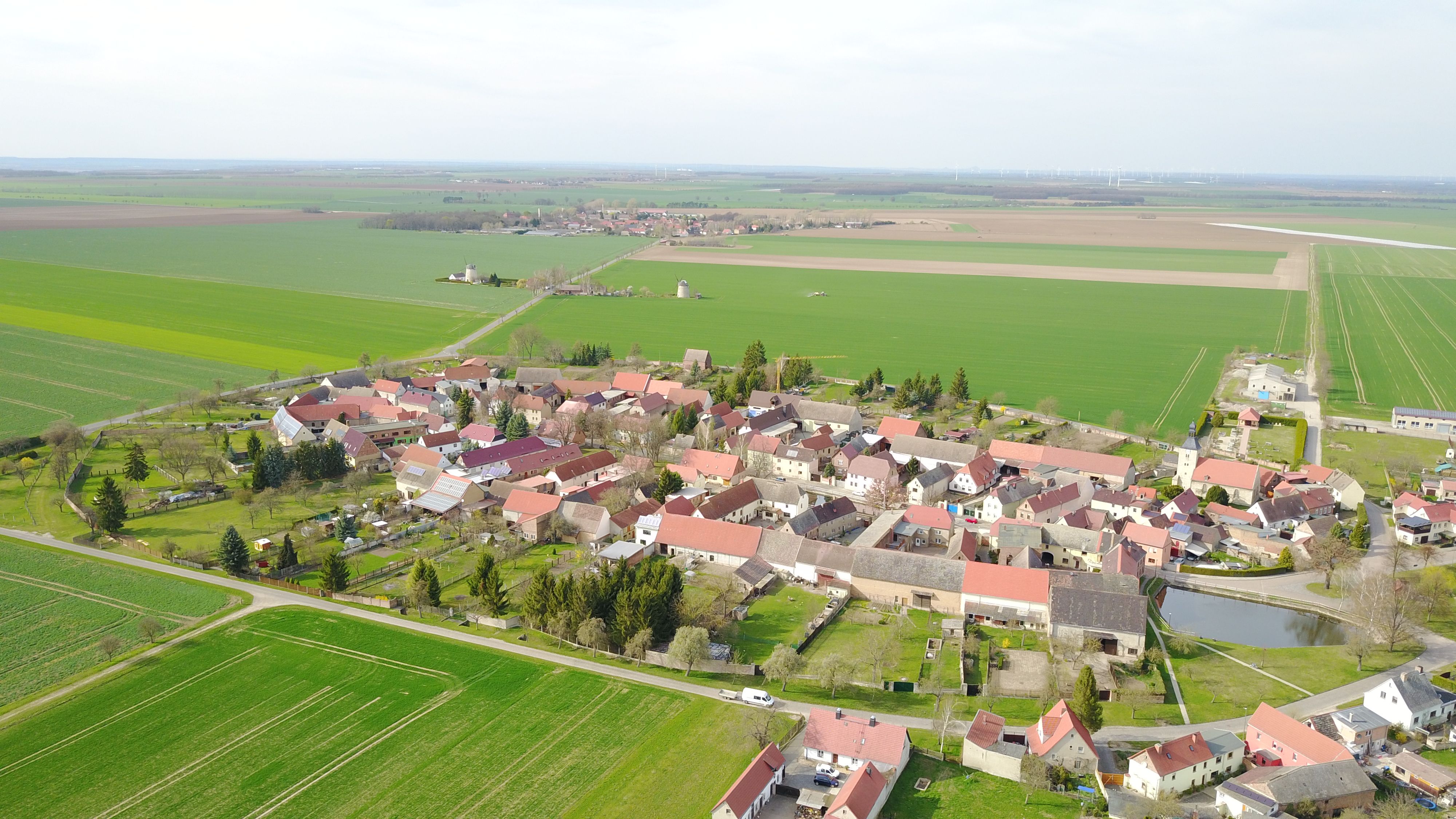
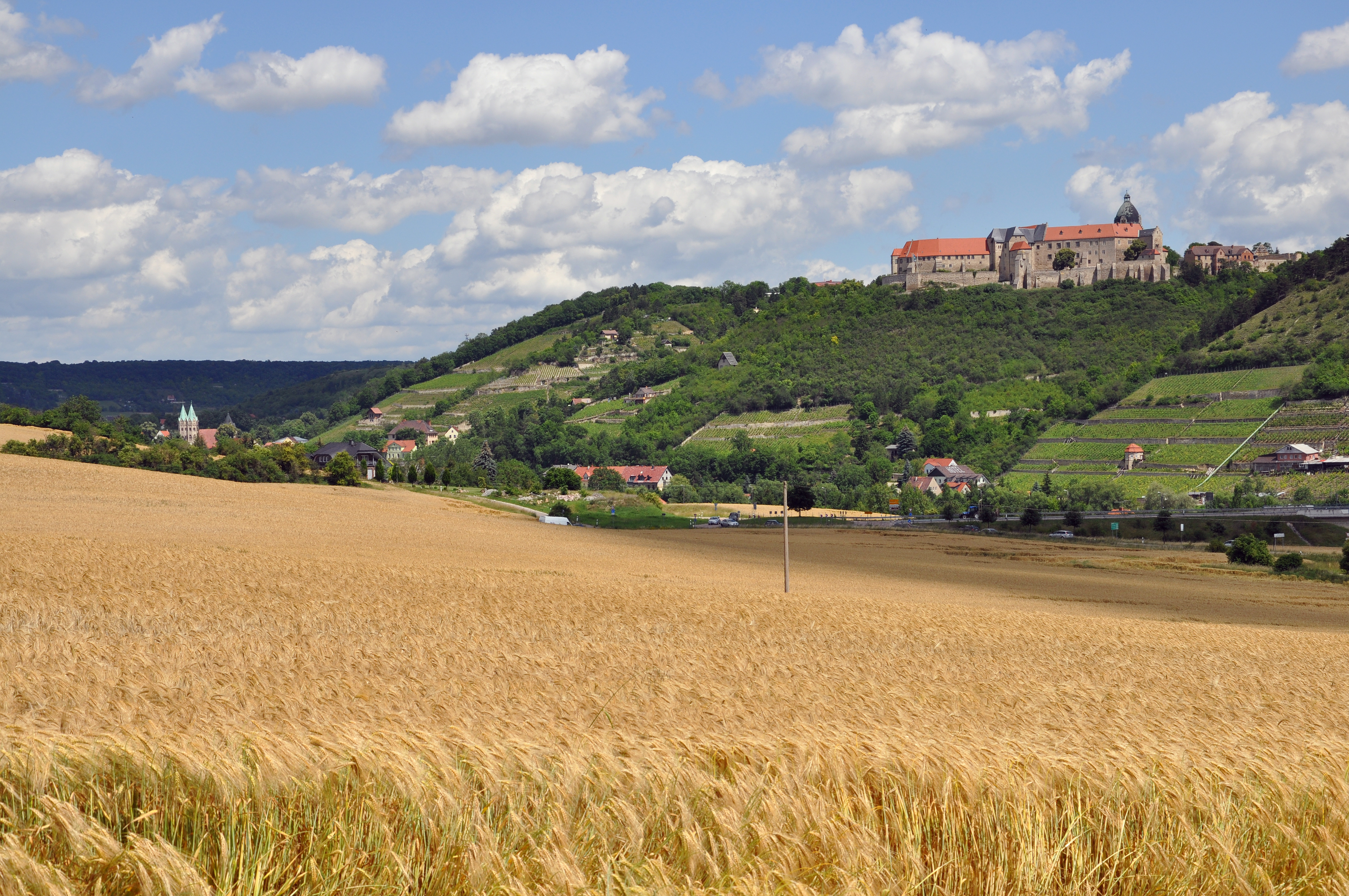